# Кортни, Джеймс Джуд
Дже́ймс Джу́д Ко́ртни (англ. James Jude Courtney; род. 31 января 1957, Гарфилд-Хайтс, Огайо, США) — американский актёр, каскадёр и дублёр, известный по роли маньяка Майкла Майерса в фильме «Хэллоуин» (2018) и двух его сиквелах. 
Также известен по роли Дера Киндестода в телесериале «Баффи — истребительница вампиров» (1997—2003).

## Биография
Кортни родился 31 января 1957 года в городе Гарфилд-Хайтс в штате Огайо, США. Кортни является старшим ребёнком в семье и имеет семь младших братьев. С раннего возраста Кортни мечтал стать актёром и снял свой первый фанатский фильм ещё будучи в пятом классе и продолжал заниматься этим вплоть до своего поступления в колледж.
В 1981 году, в возрасте 23 лет, получил степень по журналистике в Южно-Каролинском университете, после чего переехал в Калифорнию, чтобы осуществить свою детскую мечту и стать актёром. 

## Карьера
Переехав в Калифорнию, Кортни устроился на работу гидом в киностудии Universal Studios Hollywood, а вскоре исполнил роль Конана в шоу «Конан-Варвар», которое проходило в этой же студии. Кортни был выбран на роль благодаря своему знанию боевых искусств, которые помогли ему во время проведения шоу, по ходу которого ему приходилось совершить несколько падений с большой высоты и биться в дуэли на мечах. Тем не менее, Кортни получил несколько травм во время репетиций.
Также, во время своего пребывания в студии Кортни познакомился с актёром Брайаном Томпсоном и координатором трюков Алексом Дэниелсом, которые помогли ему стать каскадёром. Также, чтобы улучшить качество своей актёрской игры, Кортни брал уроки у актрисы Стеллы Адлер.
В 1998 году Кортни исполнил роль, которая смогла принести ему первую популярность — он исполнил роль Дера Киндестода, одного из главных антагонистов в мистическом телесериале «Баффи — истребительница вампиров».
В 2018 году Кортни исполнил первую главную роль во всей своей карьере — он исполнил роль маньяка Майкла Майерса в слэшере «Хэллоуин», исполняя эту роль на пару с актёром Ником Кастлом. Как стало известно после выхода фильма, создатель картины, Дэвид Гордон Грин, пытался найти для роли Майерса актёра с высоким ростом, средним возрастом и тяжёлым весом, а потому главным кандидатом, который был предложен Грину, стал именно Кортни. Хотя изначально заявлялось, что Кортни будет лишь дублёром Кастла и не будет играть большой роли в съёмках, вскоре Кортни эту информацию опроверг и объявил, что почти во всех сценах фильма роль Майкла исполнял именно он. Вскоре это объявление вызвало споры со стороны СМИ из-за того, что возвращение Кастла к роли было неверно истолковано съёмочной группой.
В 2021 году Кортни вернулся к роли Майкла в сиквеле «Хэллоуина» — «Хэллоуин убивает». Как и в прошлом фильме, Кортни исполнил роль Майерса вместе с Ником Кастлом, несмотря на то, что единственная сцена, в которой Кастл исполнил роль Майкла, была вырезана из итоговой версии фильма. Чуть позже Кортни признался, что его работа в фильме, особенно сцена с пожаром, стала самой сложной и трудной за всю историю его карьеры.
В 2022 году Кортни исполнил роль Майкла Майерса в третий и последний раз в фильме «Хэллоуин заканчивается». Это сделало Кортни актёром, который исполнил роль Майерса больше всего раз за всю историю франшизы. В «Хэллоуине заканчивается» Дэвид Гордон Грин решил уделить Кортни гораздо больше времени, охарактеризовав своё решение тем, что работа Кортни над образом Майерса оказалась «очень необычна».
За свою роль Майкла Майерса в «Хэллоуине» и «Хэллоуине убивает» Кортни получил множество престижных кинонаград. Кроме того, 19 октября 2018 года, в день премьеры «Хэллоуина», был проведён специальный праздник, посвящённый Кортни, получивший название День Джеймса Джуда Кортни, который состоялся в округе Уоррен в штате Кентукки.

## Фильмография
| Год       |     | Русское название                 | Оригинальное название                | Роль            |
| --------- | --- | -------------------------------- | ------------------------------------ | --------------- |
| 1989      | ф   | Маньяк с автострады              | The Freeway Maniac                   | Артур           |
| 1989      | с   | Тихая пристань                   | Knots Landing                        | Питер Кристофер |
| 1992      | с   | Неразгаданные тайны              | Unsolved Mysteries                   | Питер Бёрн      |
| 1992      | ф   | Наш конёк — большие деньги       | We're Talkin' Serious Money          | байкер          |
| 1992      | ф   | Далеко-далеко                    | Far and Away                         | боксёр          |
| 1993      | тф  | Убийство по заказу               | The Hit List                         | наёмный убийца  |
| 1993      | с   | Театр опасности                  | Danger Theatre                       | мужчина в баре  |
| 1993      | кор | Огненное оружие                  | Firearm                              | Алек Свон       |
| 1993      | ф   | Филадельфийский эксперимент 2    | Philadelphia Experiment 2            | техник Вортекс  |
| 1994      | ф   | И земля не поглотила его         | ...And the Earth Did Not Swallow Him | плотник         |
| 1994      | ф   | Когда мужчина любит женщину      | When a Man Loves a Woman             | Эрл             |
| 1994—1996 | с   | Вавилон-5                        | Babylon 5                            | Нарн/Дьер       |
| 1996      | ф   | В доступе отказано               | Access Denied                        | Билл Робинсон   |
| 1997      | тф  | Компромат                        | Executive Power                      | бандит          |
| 1997      | тф  | Смертоносные земли               | The Killing Grounds                  | Крейг           |
| 1998      | с   | Баффи — истребительница вампиров | Buffy the Vampire Slayer             | Дер Киндестод   |
| 1998      | тф  | Дьявол во плоти                  | Devil in the Flesh                   | мистер Робертс  |
| 1999      | ф   | Король футбола                   | Soccer Dog: The Movie                | мафиози         |
| 2002      | ф   | Между чёрным и белым             | The Gray in Between                  | громила         |
| 2018      | ф   | Хэллоуин                         | Halloween                            | Майкл Майерс    |
| 2021      | ф   | Хэллоуин убивает                 | Halloween Kills                      | Майкл Майерс    |
| 2022      | ф   | Хэллоуин заканчивается           | Halloween Ends                       | Майкл Майерс    |